# Pleotrichophorus utensis
Pleotrichophorus utensis är en insektsart som först beskrevs av Pack och Frank Hall Knowlton 1929.  Pleotrichophorus utensis ingår i släktet Pleotrichophorus och familjen långrörsbladlöss. Inga underarter finns listade i Catalogue of Life.